# Grad Rovinj
Grad Rovinj är en stad i Kroatien.   Den ligger i länet Istrien, i den västra delen av landet, 200 km väster om huvudstaden Zagreb.
Följande samhällen finns i Grad Rovinj:
- Rovinj
- Rovinjsko Selo